# Valtatie 3 (Finland)
De Valtatie 3 is een primaire hoofdweg in Finland met een lengte van circa 424 kilometer. De weg verbindt de hoofdstad Helsinki met de stad Vaasa. De weg is over 199 km uitgevoerd als snelweg. De weg loopt van op delen van het traject gelijk aan de E12 en de E63.